# Antonio Ferrero
Antonio Ferrero (ur. w Savonie, zm. 23 lipca 1508 w Rzymie) – włoski kardynał.

## Życiorys
Urodził się w Savonie. Początkowo był giermkiem Girolamo Basso della Rovere, a za pontyfikatu Juliusza II został protonotariuszem apostolskim. 8 stycznia 1504 roku został wybrany biskupem Noli, a 9 kwietnia przyjął sakrę. W sierpniu tego samego roku został przeniesiony do diecezji Gubbio. Został też teologiem Domu Papieskiego i prefektem Pałacu Apostolskiego. 1 grudnia 1505 roku został kreowany kardynałem prezbiterem i otrzymał kościół tytularny S. Vitale. Rok później został mianowany legatem i biskupem Perugii, a w 1507 – legatem w Bolonii. Okres jego sprawowania władzy opisywany jest jako tyrania, w czasie której dokonano kilku egzekucji i wymuszeń na ilość trzydziestu tysięcy dukatów. Ferrero planował także zamach na papieża, jednak Juliusz II wezwał go do Rzymu, pozbawił godności i uwięził w Zamku Świętego Anioła. Ostatecznie kardynał został obłożony grzywną w wysokości dwudziestu tysięcy skudów i osadzony pod strażą w zakonie św. Onufrego na Janikulum. Zmarł 23 lipca 1508 roku w Rzymie, najprawdopodobniej w wyniku otrucia.